# جاك إيكر
جاك إيكر (بالإنجليزية: Jack Iker)‏ هو قسيس أمريكي، ولد في 31 أغسطس 1949 في سينسيناتي في الولايات المتحدة.